# 佩金基
49°51′44″N 27°41′46″E / 49.86222°N 27.69611°E
佩金基（烏克蘭語：Пединка）是烏克蘭北部的村莊，隸屬日托米爾州的日托米爾區。該村始建於1585年，面積2.27平方公里，海拔高度241米，2001年人口694，人口密度每平方公里305.4人。